# Pavonia paniculata
Pavonia paniculata es una especie de plantas con flores de la familia  Malvaceae. Se encuentra en  América tropical.

## Descripción
Son hierbas sufrútices o arbustos, que alcanzan un tamaño de hasta 3 m de alto; tallos con tricomas estrellados y con líneas longitudinales de tricomas más densos, también con tricomas glandulares especialmente en la inflorescencia. Hojas ovadas, oblongas o 3-lobadas, agudas o acuminadas en el ápice, cordadas en la base, dentadas, discoloras, con pubescencia corta; estípulas 5–10 mm de largo, reflexas. Panículas víscidas, ampliamente ramificadas, al menos en parte sobrepasando a las hojas, pedicelo 1–2.5 cm de largo; bractéolas del calículo 7–8, 5–10 mm de largo, víscidas y ciliadas, muchas veces con pigmentación obscura; cáliz ca 6 mm de largo, partido hasta la mitad, muchas veces blanquecino en la base; pétalos 10–15 mm de largo, amarillos o amarillo-anaranjados. Carpidios 6–7 mm de diámetro, subglabros, reticulados; semillas 3 mm de largo.

## Distribución y hábitat
Especie rara, se encuentra en los bosques perennifolios, de la  zona atlántica; a una altitud de 0–1300 metros; fl y fr oct–abr; desde México a Sudamérica y en las Antillas.

## Taxonomía
Pavonia paniculata fue descrita por Antonio José de Cavanilles y publicado en Monadelphiae Classis Dissertationes Decem 3: 135, pl. 46, f. 2. 1787.
Etimología
Pavonia: nombre genérico que fue otorgado en honor al botánico español José Antonio Pavón y Jiménez.
paniculata: epíteto latino que significa "con panículas".
Sinonimia
| - Althaea corymbosa Sw. - Hibiscus cyanogynus DC. - Hibiscus paniculatus (Cav.) Dombey ex Poir. - Lassa paniculata (Cav.) Kuntze - Lebretonia paniculata (Cav.) Britton - Malache heterophylla (Turcz.) Kuntze - Malache paniculata (Cav.) Kuntze - Malache scabra (C.Presl) Kuntze - Malachra cordata Poir. - Pavonia ageratoides Rusby | - Pavonia caracasana Turcz. - Pavonia corymbosa (Sw.) Willd. - Pavonia corymbosa DC. ex Hemsl. - Pavonia heterophylla Turcz. - Pavonia laxifolia A. St.-Hil. - Pavonia paniculata var. corymbosa (Sw.) Gürke - Pavonia scabra C.Presl - Pavonia subtriloba Rusby - Urena foetida L'Hér. ex DC. |